# 左明生
左明生（1918年—1997年6月15日），江苏镇江人，中华人民共和国政治人物，九三学社中央委员会常务委员，曾任河南省政协副主席，第六届、第七届、第八届全国人大代表。